# Хиршовиц, Бэзил Айзек
Бэзил Айзек Хиршовиц (иногда именуемый Хиршович; англ. Basil Isaac Hirschowitz; 29 мая 1925, Бетал, ЮАС — 19 января 2013, Бирмингем, Алабама) — американский гастроэнтеролог. Работал в Университете Алабамы в Бирмингеме (англ. University of Alabama at Birmingham).

## Биография
Родился в южно-африканском городе Бетал (англ. Bethal), в семье Мориса и Дороти Хиршовиц. Бэзил женат на Барбаре Бёрнс, у них двое сыновей и две дочери. В 1947 году окончил Университет Витватерсранда (Йоханнесбург). В этом же университете получил степень доктора медицины.
В 1953 приехал в Соединённые Штаты, где продолжил исследовательские работы по гастроэнтерологии в Мичиганском университете. С 1959-го — профессор Алабамского университета. С 1961-го года — гражданин США.
Награждён многочисленными профессиональными наградами: медалью Шиндлера Американского эндоскопического общества гастроинтенстинальной эндоскопии (англ. American Society for Gastrointestinal Endoscopy), медалью Фрайденвальда Американской гастроэнтерологической ассоциации (1992), Призом имени Кеттеринга (англ. Kettering Prize), учреждённым Дженерал моторс за исследования рака (1987), и другими.

## Научная деятельность

### Волоконно-оптический фиброгастроскоп

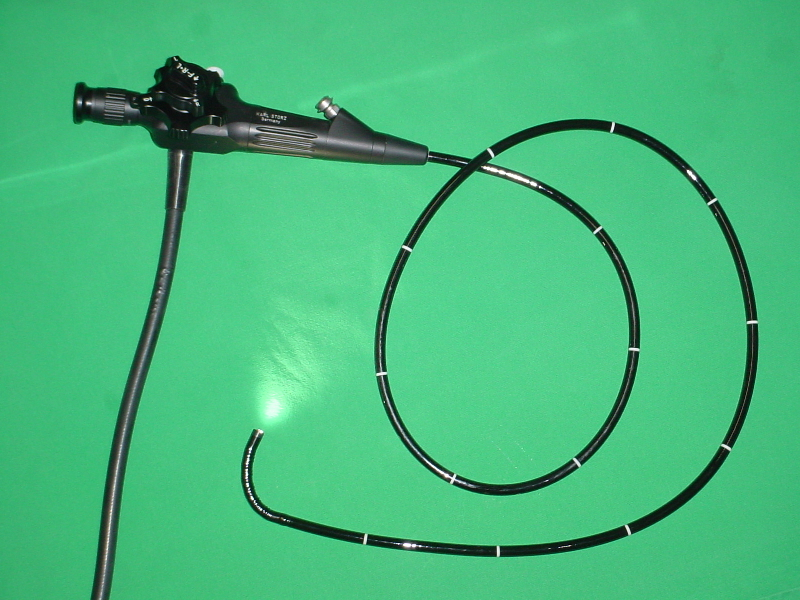
Гибкий фиброгастроскоп

Имя Хиршовица в истории медицины чаще всего упоминается в связи с его работами по созданию гибкого волоконно-оптического фиброгастроскопа и новой технологии исследования желудочно-кишечного тракта, основанной на применении таких эндоскопов. Фиброгастроскопы, благодаря своей гибкости, значительно комфортнее для пациентов и позволяют глубже проникать внутрь организма. Их появление произвело революцию в эндоскопии и привело к массовому применению эндоскопов в медицине.
Хиршовиц начал разрабатывать «фиброскоп» в 1954 году (с Марвином Поллардом), работая в Мичиганском университете. Прочитав только что вышедшую статью Хопкинса и Капани, описывающую преимущества волоконной оптики, он поехал в Великобританию, чтобы обсудить с авторами статьи применение волоконной оптики в эндоскопии. Через три года Хиршовиц и его коллеги, работавшие с ним в Анн-Арборе, штат Мичиган, физик Уилбер Петерс (англ. Wilbur Peters) и его студент Ларри Кёртисс (англ. Larry Curtiss) разработали кустарный, но эффективный способ получения собственного оптического волокна. В 1956 году Кёртисс смог изготавливать волоконно-оптическое стекло необходимого для эндоскопов оптического качества. Впервые фиброгастрокопы стали использоваться в медицине с 1957 года, после того, как Хиршовиц испытал первый образец на собственном горле и через несколько дней исследовал с его помощью пациента. В октябре 1960-го года Хиршовиц представил первую серийную модель фиброгастроскопа. Презентуя его в журнале «Ланцет», он вполне справедливо заключил: обычный эндоскоп устарел во всех отношениях.

### Синдром Гролла-Хиршовица
В честь Хиршовица и его коллеги Гролла назван Синдром Гролла-Хиршовица — редкое генетическое заболевание, характеризующееся нейросенсорной тугоухостью, дивертикулами тонкой кишки, прогрессирующей сенсорной невропатией. Впервые описан в статье Хиршовица, Гролла и Цеболлоса в 1972 году.